# Kadriye Latifova
Kadriye Latifova (Bulgaars: Кадрие Латифова, Kadrie Latifova) (Golemantsi (Oblast Chaskovo), 30 mei 1928 - Zvezdel, 1962) was een Bulgaarse volkszangeres van Turkse afkomst. In de volksmond werd ze De Nachtegaal van de Rodopen (Rodopların Bülbülü) genoemd. In 1962 kwam Latifova op 33-jarige leeftijd om het leven bij een fatale auto-ongeluk.

## Discografie
- Bayram Geldi Neyime
- Ocak Başında Kaldım, Halimem
- Rodop Dağları Engindir
- Telegrafın tellerine kuslar mı konar
- Gönül Vermiş
- Alişimin Kaşları Kare
- Esmer Bugün Ağlamış
- Yüce Dağ Başında Yatmış Uyumuş
- Evlerim onu handır, aman
- Ben bir ordek olsaydım
- Elindeki
- Evlerinin Önü Handır
- Kasların Ne Karaymıs
- Limon Ektim Düze